# Charles-Marie Tresvaux du Fraval
Charles-Marie Tresvaux du Fraval est un écrivain, journaliste et historien français, zouave pontifical, né le 22 janvier 1838 à Laval (Mayenne) et mort le 22 juillet 1901 à Laval (Mayenne).

## Biographie

### Origine
Il est le fils de Joseph Tresvaux du Fraval (1791, Loudéac-1845, Laval), percepteur et de Marie Gombert de la Tesserie. Il épouse le 4 août 1863 à Coudray Alice-Jeanne-Marie-Henriette Déan de Luigné.
Il est le neveu de François-Marie Tresvaux du Fraval (1782-1862), chanoine, vicaire général et official de Paris, qui lui lègue sa bibliothèque, différents objets ainsi qu'une correspondance.
Il est le châtelain du manoir du Vaumadeuc en Pléven, et du Château de la Bozée à Bazougers.

### Zouave pontifical
Il rejoint les Zouaves pontificaux au Bataillon franco-belge le 24 mai 1860. Il est blessé à la Bataille de Castelfidardo.
Il est chevalier de l'Ordre de Pie IX, l'Ordre sacré et militaire constantinien de Saint-Georges, et de Pro Petri Sede.
Il se présente aux Élections législatives de 1876 dans la Mayenne où il échoue.

### Journaliste
Il fonde et rédige à peu près seul le journal L'Anti-radical de la Mayenne, publié de 1880 à 1886. La virulence et le contenu de ses articles feront l'objet pour lui d'un emprisonnement à la Prison Sainte-Pélagie pendant 92 jours.

## Distinctions
- Chevalier de l'ordre de Pie IX